# Ѵ
Ѵ, ѵ は、初期キリル文字の一つで、現在は使用されていない。ギリシア文字のΥ、υ（ウプシロン）を起源とする。

## 呼称
- ロシア語：イージツァ(Ижица)
- 音訳名：ižica

## Ѵに関する諸事項
- 古教会スラブ語において、主にギリシア語からの借用語に使用された。読みは[y]（円唇前舌狭母音）であったが、スラブ語にはない音だったため、実際には[i]または[u]と発音されることもあったらしい[1]。
- ロシア語においては、通常の[i]音を表すИの方がふさわしいとされ、1918年に「廃止」された。しかし、元々ロシア語におけるѴの使用頻度は極めて低く、特に1870年代以降はしばしばロシア語では使用されない文字と見なされていた。1918年の文字改革でもѴについての言及はなく、Ѵは言及さえされないことで実質的に「公式の廃止」となった。
- ただし、伝統的なキリル文字の順番において最後の文字とされていた（ロシア語旧アルファベットもこれに倣う）ことから、現代ロシア語でも от аза до ижицы (а (アス)から ѵ (イジツァ)まで＝始めから終わりまで)という慣用句にその名をとどめている。
- 対応するグラゴル文字は である。
- Ѷは、Ѵに重音記号が付いたものである。

## 類似の文字・記号
Ѵに似ているが起源の異なる文字に、ギリシャアルファベットのν（ニュー）や、ラテンアルファベットのVがある。

## 符号位置
| 大文字 | Unicode | JIS X 0213 | 文字参照        | 小文字 | Unicode | JIS X 0213 | 文字参照        | 備考 |
| ------ | ------- | ---------- | --------------- | ------ | ------- | ---------- | --------------- | ---- |
| Ѵ      | U+0474  | ‐          | &#x474; &#1140; | ѵ      | U+0475  | ‐          | &#x475; &#1141; |      |